# Ayesha Khan

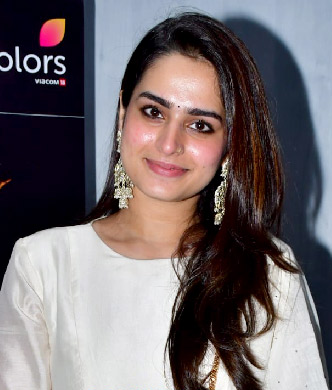
Ayesha Khan (2024)

Ayesha Khan (Marathi आयशा खान; * 13. September 2002 in Mumbai) ist eine indische Schauspielerin.

## Leben und Karriere
Khan wurde am 13. September 2002 in Mumbai geboren. Ihr Debüt gab sie in der Fernsehserie Kasautii Zindagii Kay. Anschließend spielte sie 2020 in der Serie Baalveer Returns. Außerdem bekam sie 2020 in dem Film Mukhachitram eine Hauptrolle.
2023 nahm sie als Kandidatin an der 17. Staffel von Bigg Boss teil. Unter anderem spielte Khan 2024 in dem Film Om Bheem Bush mit.

## Filmografie
- 2020: Balveer Returns (Fernsehserie)
- 2022: Mukhachitram
- 2024: Om Bheem Bush
- 2024: Gangs of Godavari
- 2024: Manamey